# Barão de Alfenas
Barão de Alfenas é um título nobiliárquico criado por D. Pedro II do Brasil por carta de 11 de outubro de 1848, a favor de Gabriel Francisco Junqueira.
Titulares
1. Gabriel Francisco Junqueira (1782—1868);
2. José Dias de Gouvêa , nascido em Lavras e falecido em Poço Fundo, em 1898, foi o segundo Barão de Alfenas. Foi capitão da Guarda Nacional, fazendeiro, senhor de escravos, cofundador do distrito de São Francisco de Paula do Machadinho, origem ao município de Poço Fundo. Um filho do barão, José Dias de Gouvêa Filho, foi o primeiro presidente da Câmara Municipal de Gimirim (antigo nome de Poço Fundo), entre 1924 e 1927.